# Lockheed Martin SR-72
O Lockheed Martin SR-72 (também conhecido como Son of Blackbird) é um drone hipersônico conceitual americano destinado à inteligência, vigilância e reconhecimento proposto em 2013 pela Lockheed Martin como sucessor do Lockheed SR-71 Blackbird. A empresa esperava que um veículo de teste SR-72 pudesse voar até 2025.